# Vitörad skräddarfågel
Vitörad skräddarfågel (Orthotomus cinereiceps) är en fågel i familjen cistikolor inom ordningen tättingar.

## Utseende och läte
Vitörad skräddarfågel är en liten tätting med lång näbb och lång stjärt som ofta hålls rest. På vingar och rygg är den olivgrön, på stjärten olivbrun. Buken är ljusgrå, bröstet svart. På huvudet syns en svart huva med en vit fläck på örat. Honan har vitt på strupen. Bland lätena hörs monotona pipiga toner som avges i serier, ett kort "pu piiiiiiiii pit" samt en snabb visslad eller nasal drill.

## Utbredning och systematik
Vitörad skräddarfågel delas in i två underarter med följande utbredning:
- Orthotomus cinereiceps obscurior – förekommer på Mindanao (södra Filippinerna)
- Orthotomus cinereiceps cinereiceps – förekommer på Basilan (södra Filippinerna)

### Familjetillhörighet
Cistikolorna behandlades tidigare som en del av den stora familjen sångare (Sylviidae). Genetiska studier har dock visat att sångarna inte är varandras närmaste släktingar. Istället är de en del av en klad som även omfattar timalior, lärkor, bulbyler, stjärtmesar och svalor. Idag delas därför Sylviidae upp i ett antal familjer, däribland Cisticolidae.

## Levnadssätt
Vitörad skräddarfågel förekommer i låglänta områden och lägre bergstrakter. Den hittas i tät undervegetation i skog.

## Status och hot
Arten har ett stort utbredningsområde, men tros minska i antal, dock inte tillräckligt kraftigt för att den ska betraktas som hotad. Internationella naturvårdsunionen IUCN listar arten som livskraftig (LC).